# Stefan Chmielewski
Stefan Chmielewski (* 21. Januar 1968 in Oberhausen) ist ein ehemaliger deutscher Fußballspieler.

## Karriere

### Vereinskarriere
Chmielewski spielte in der Jugend zusammen mit seinem Zwillingsbruder Torsten für den VfB Speldorf, Rot-Weiß Oberhausen und den MSV Duisburg, von dem die Brüder 1983 gemeinsam zu Bayer 05 Uerdingen wechselten. Er gehörte für die Krefelder zum Bundesligakader der Saison 1986/87 sowie Saison 1987/88, kam jedoch zu keinem Einsatz. Nach seinem Wechsel zu Rot-Weiss Essen gab er sein Debüt in der 2. Bundesliga am 26. Juli 1988 im Auswärtsspiel beim SC Freiburg. Nach vier Jahren bei RWE wechselte er 1992 zu Rot-Weiß Oberhausen und 1994 zu Schwarz-Weiß Essen in die Oberliga Nordrhein.

### Nationalmannschaft
Stefan wurde vom DFB in die Jugendnationalmannschaft berufen. In der U-18-Nationalmannschaft hat er drei Mal zusammen mit seinem Bruder Torsten gespielt.